# Heteromyia lamprogaster
Heteromyia lamprogaster är en tvåvingeart som beskrevs av Edwards 1933. Heteromyia lamprogaster ingår i släktet Heteromyia och familjen svidknott. Inga underarter finns listade i Catalogue of Life.